# Lochamer-Liederbuch

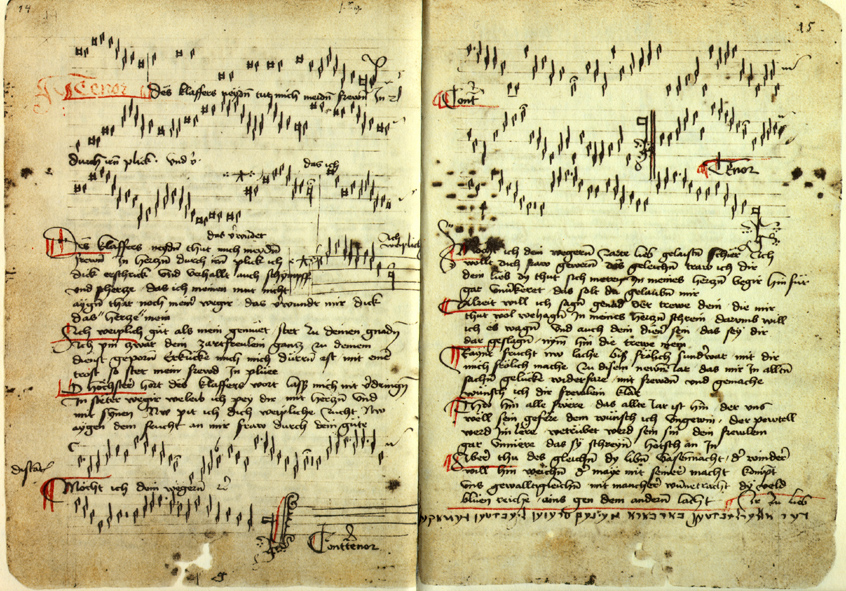
Dos páginas del manuscrito folios 14v-15r.

El Lochamer-Liederbuch, también llamado Locheimer o Lochheimer Liederbuch (Cancionero de Lochamer o de Locham) (Berlin, Staatsbibliotek, Mus. ms. 40613), es un cancionero alemán de la transición entre la Alta Edad Media y el Renacimiento. Data de mediados del siglo XV y es considerada una de las colecciones más importantes que se conservan de música de Alemania desde el siglo XV. En la actualidad se conserva en la Biblioteca Estatal de Berlín bajo la denominación Mus. ms. 40613.

## Descripción
El manuscrito contiene 45 canciones en arreglos desde a una voz hasta a tres voces en 93 páginas. 44 canciones están en alemán y una en holandés. Otras fuentes llegan hasta 47 o 50 canciones. Las diferencias en la numeración vienen de algunas canciones existentes en varias versiones; algunas melodías están fragmentadas o sin texto o título. Para casi la mitad de las canciones, este cancionero es la única fuente.

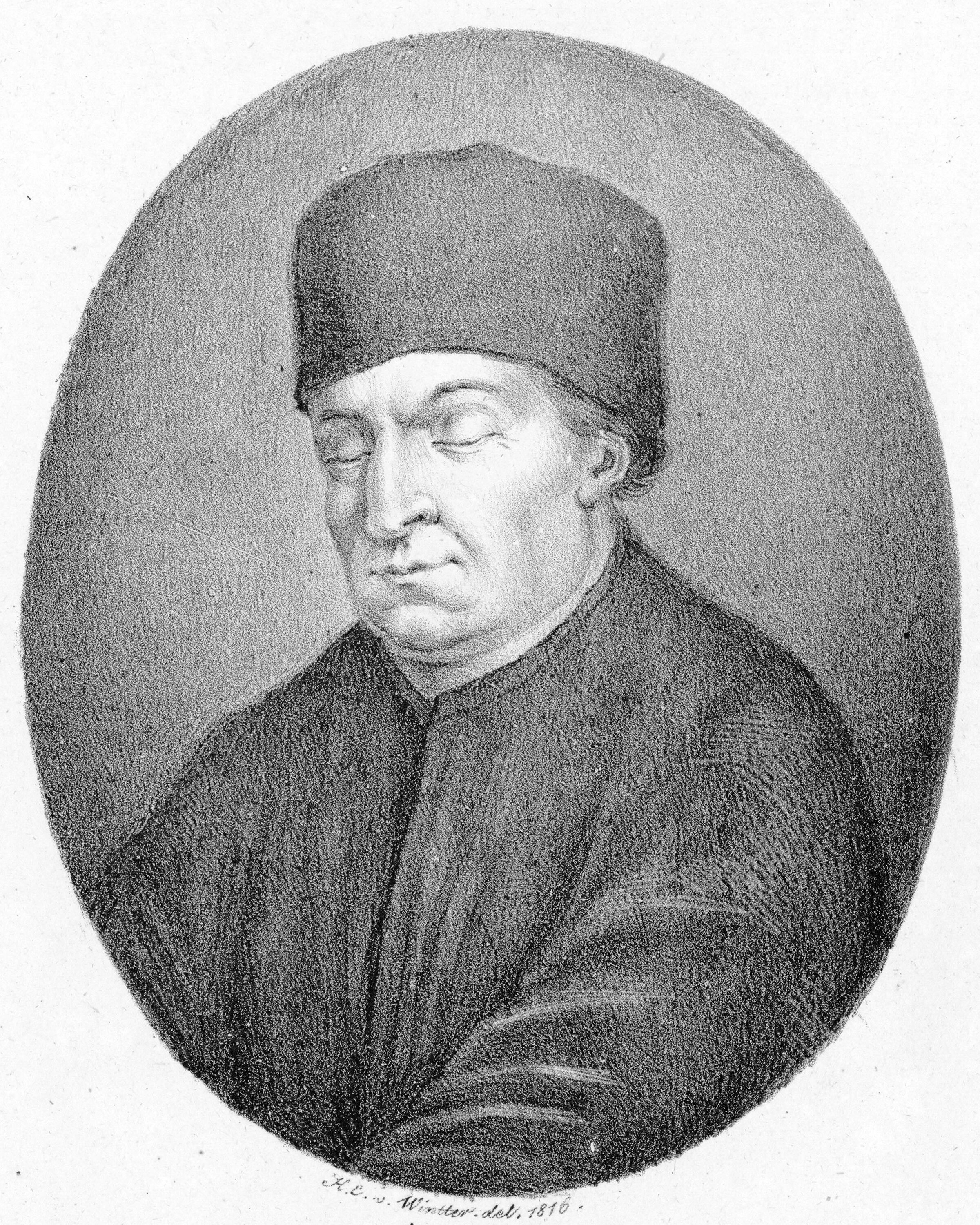
Conrad Paumann

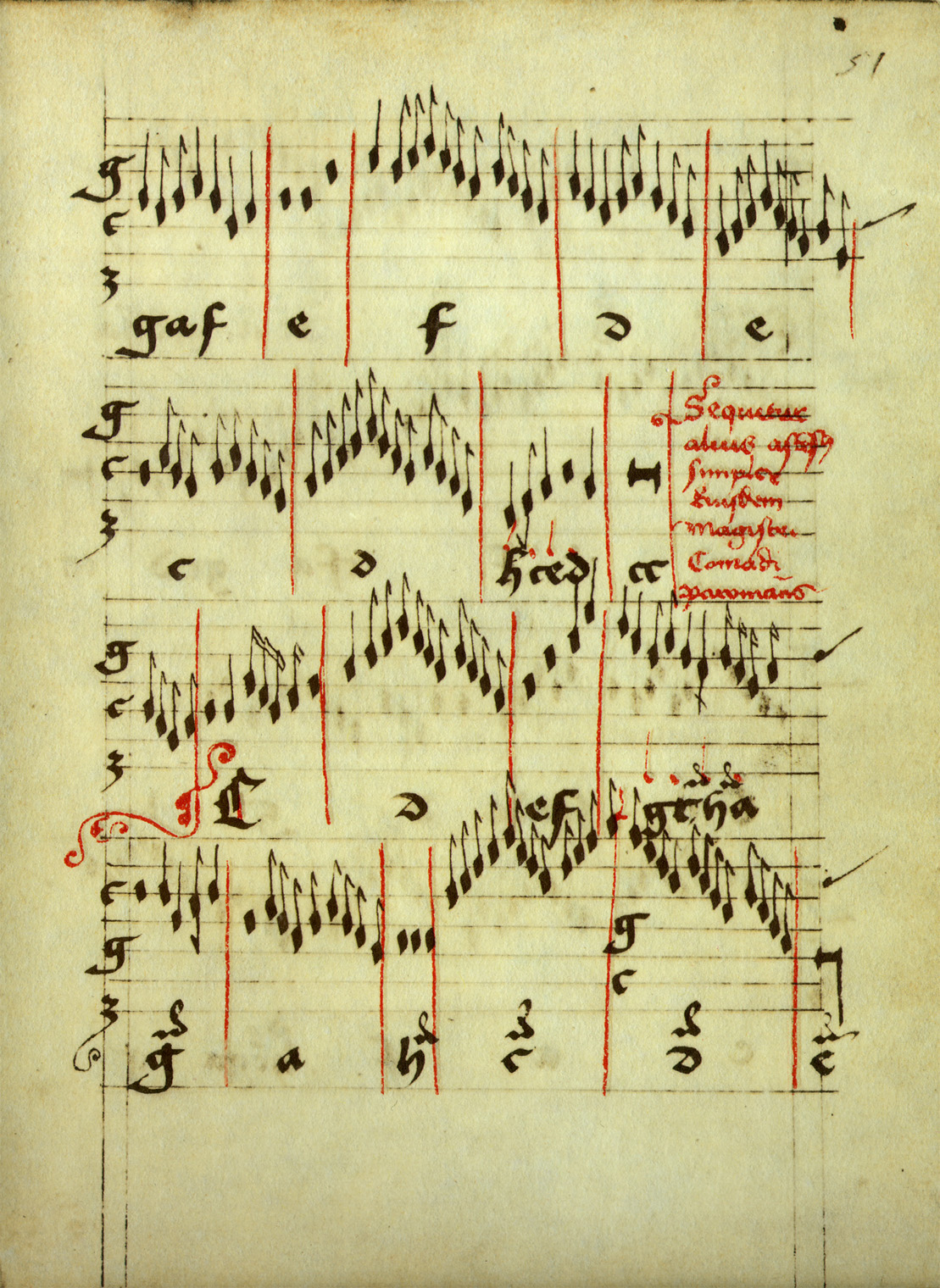
Página de tablatura para órgano.

El principal amanuense fue algún fraile Jodocus of Windsheim, que se cree que fue estudiante de la escuela de Núremberg del organista y compositor Conrad Paumann. El grueso de la colección data de los años 1451 a 1453; se agregaron suplementos hasta 1460. La colección muestra el creciente valor de las canciones profanas, junto con las sacras, tales como "All mein’ Gedanken, die ich hab" (Todos mis pensamientos que tengo), "Ich fahr dahin" (Me voy), "Der Wald hat sich entlaubet" (El bosque está deshojado) y "Ich spring an diesem Ringe" (Salto en este círculo). Las canciones individuales pueden estar asignadas a autores de manuscritos de finales de la Edad Media, a saber el monje de Salzburgo y Oswald von Wolkenstein autor de "Wach auf, mein Hort" (Despierta, mi amor).
La segunda parte del manuscrito, titulada Fundamentum organisandi, incluye 31 tablaturas para órgano de Conrad Paumann. Ambas partes, creadas de manera independiente, fueron combinadas poco después de su origen.
El Lochamer-Liederbuch formó parte de la biblioteca del príncipe de Stolberg-Wernigerode en Wernigerode. Fue vendido en 1931 y actualmente se encuentra en la Biblioteca Estatal de Berlín. Es considerada "una de las colecciones más importantes que se conservan de música de Alemania desde el siglo XV".
Friedrich Wilhelm Arnold llevó a cabo una edición crítica del cancionero y fue publicado por primera vez por Friedrich Chrysander en Leipzig en 1867 en su Jahrbuch für musikalische Wissenschaft, Bd. 2 (Anuario de ciencia musical, vol 2).

## Nombre del cancionero
El cacionero recibe su nombre de uno de sus primeros dueños, que introdujo su nombre alrededor de 1500 como "Wolflein von Locham[e]r ist das gesenngk büch" (el cancionero pertenece a Wolflein von Lochamr). Durante algún tiempo se supuso que era judío, ya que el nombre de pila es común entre los judíos y el libro contiene escritos en hebreo. La adición de "Lochamer" entonces se entendió como referencia a uno de los diversos pueblos llamados Lochheim. Pero ahora se ha confirmado que la dedicatoria fue escrito por alguien que no estaba familiarizado con el yiddish o el hebreo, y que Wolflein Lochamer era miembro de una familia cristiana patricia de Núremberg.

## Discografía
- 1964 – 14 Lieder und Instrumentalstücke aus dem Locheimer Liederbuch und dem Fundamentum Organisandi von Conrad Paumann; Hans Sachs: 5 Lieder. Nürnberger Gambencollegium, Josef Ulsamer. (Archiv Produktion APM 14822 [LP, mono])
- 2008 – Das Lochamer Liederbuch (The Locham Song Book). German Popular Songs from the 15th Century. Martin Hummel (Bariton), Ensemble Dulce Melos, Marc Lewon (Leitung) (Naxos 8.557803)[3]

## Ediciones modernas
- Ameln, Konrad, ed. (1972). Lochamer-Liederbuch und das Fundamentum organisandi von Conrad Paumann (Faksimile-Nachdruck). Kassel: Bärenreiter. ISBN 3-7618-0406-7.
- Salmen, Walter; Petzsch, Christoph, eds. (1972). Das Lochamer-Liederbuch. Denkmäler der Tonkunst in Bayern. N. F., Sonderband 2. Wiesbaden: Breitkopf & Härtel.
- Lewon, Marc (ed.). Das Lochamer Liederbuch in neuer Übertragung und mit ausführlichem Kommentar. Reichelsheim: Verlag der Spielleute.
  - Vol. 1 (2007) ISBN 978-3-927240-83-4
  - Vol. 2 (2008) ISBN 978-3-927240-84-1
  - Vol. 3 (2009) ISBN 978-3-927240-85-8

## Galería de imágenes

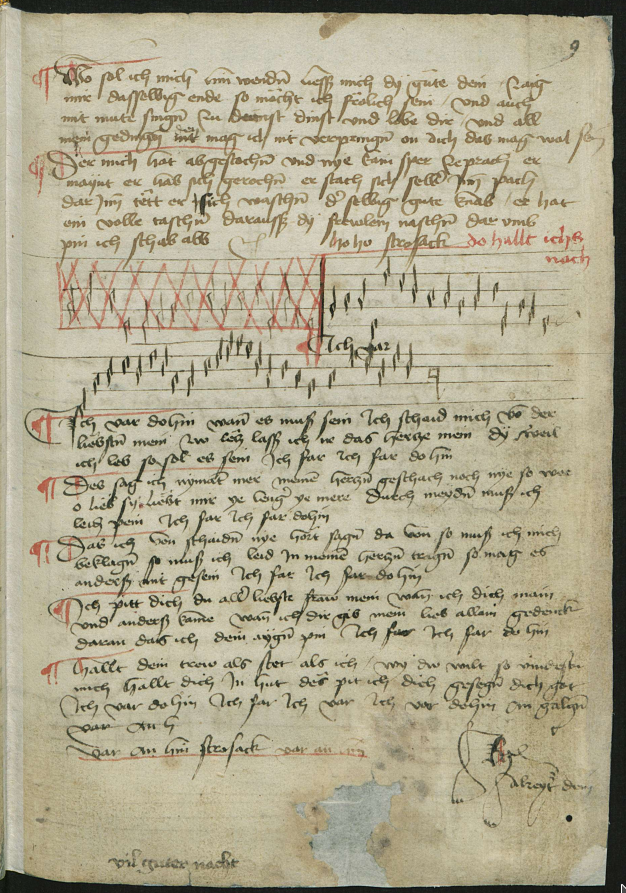
Folio 9v
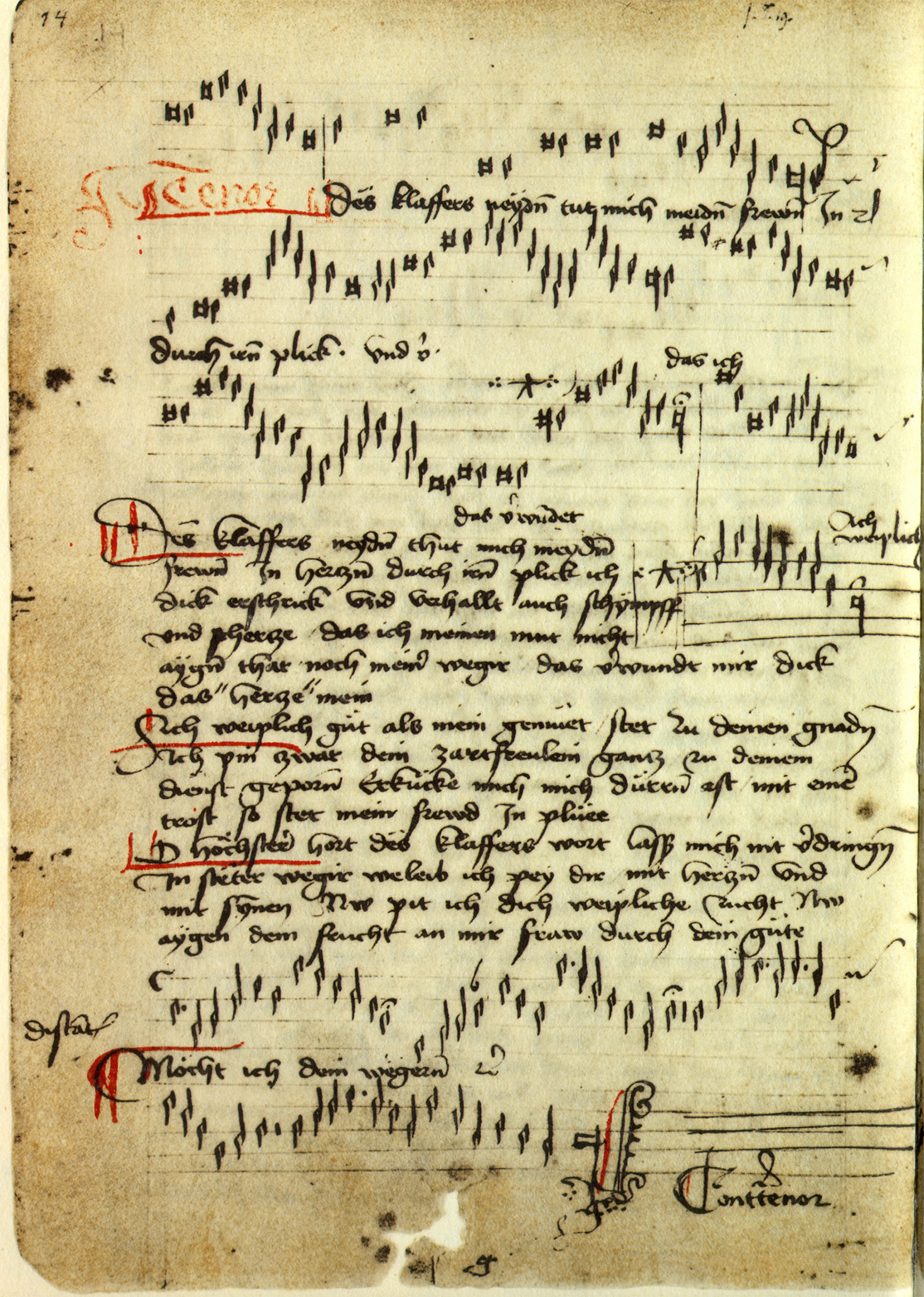
Folio 14v
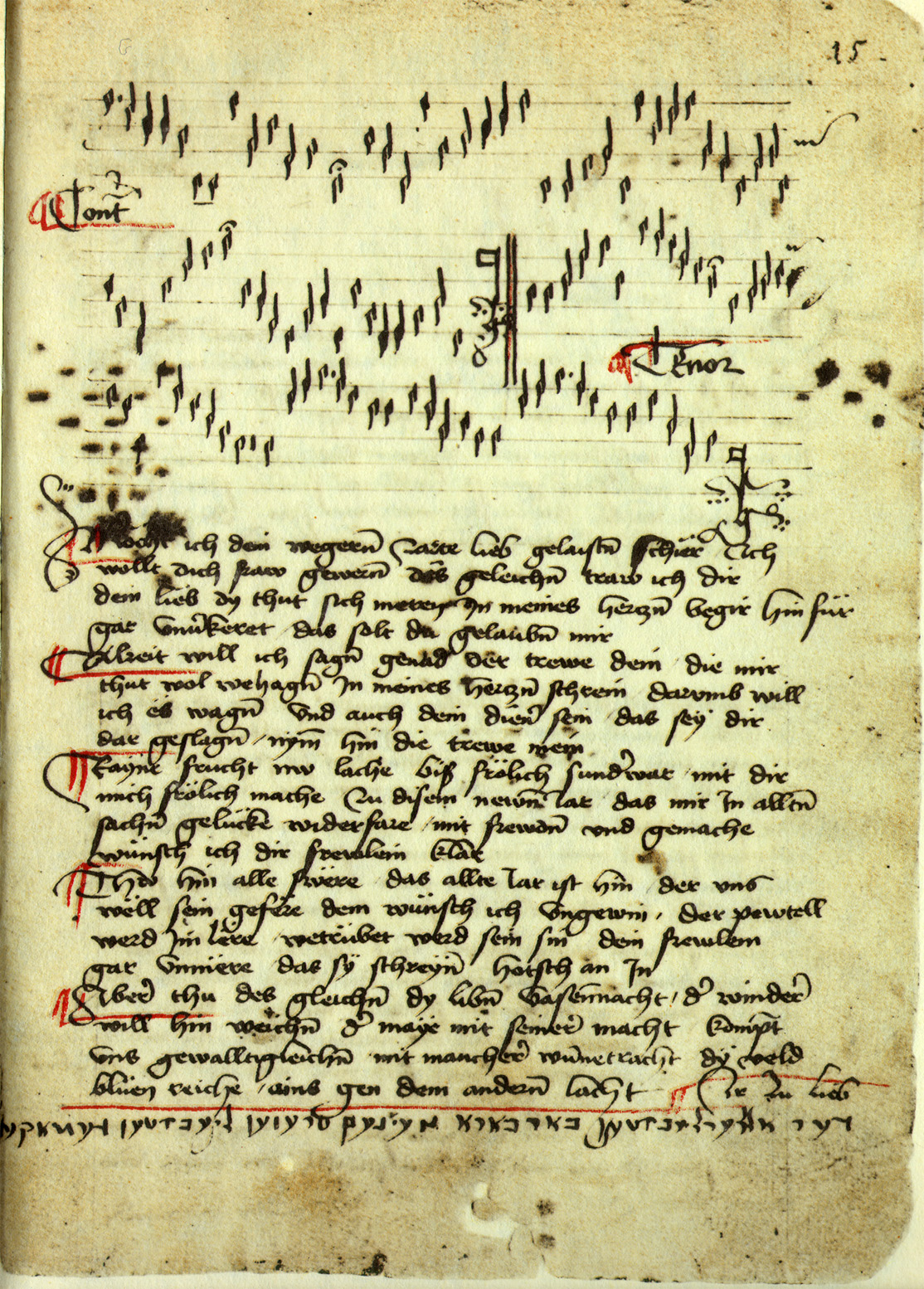
Folio 15r
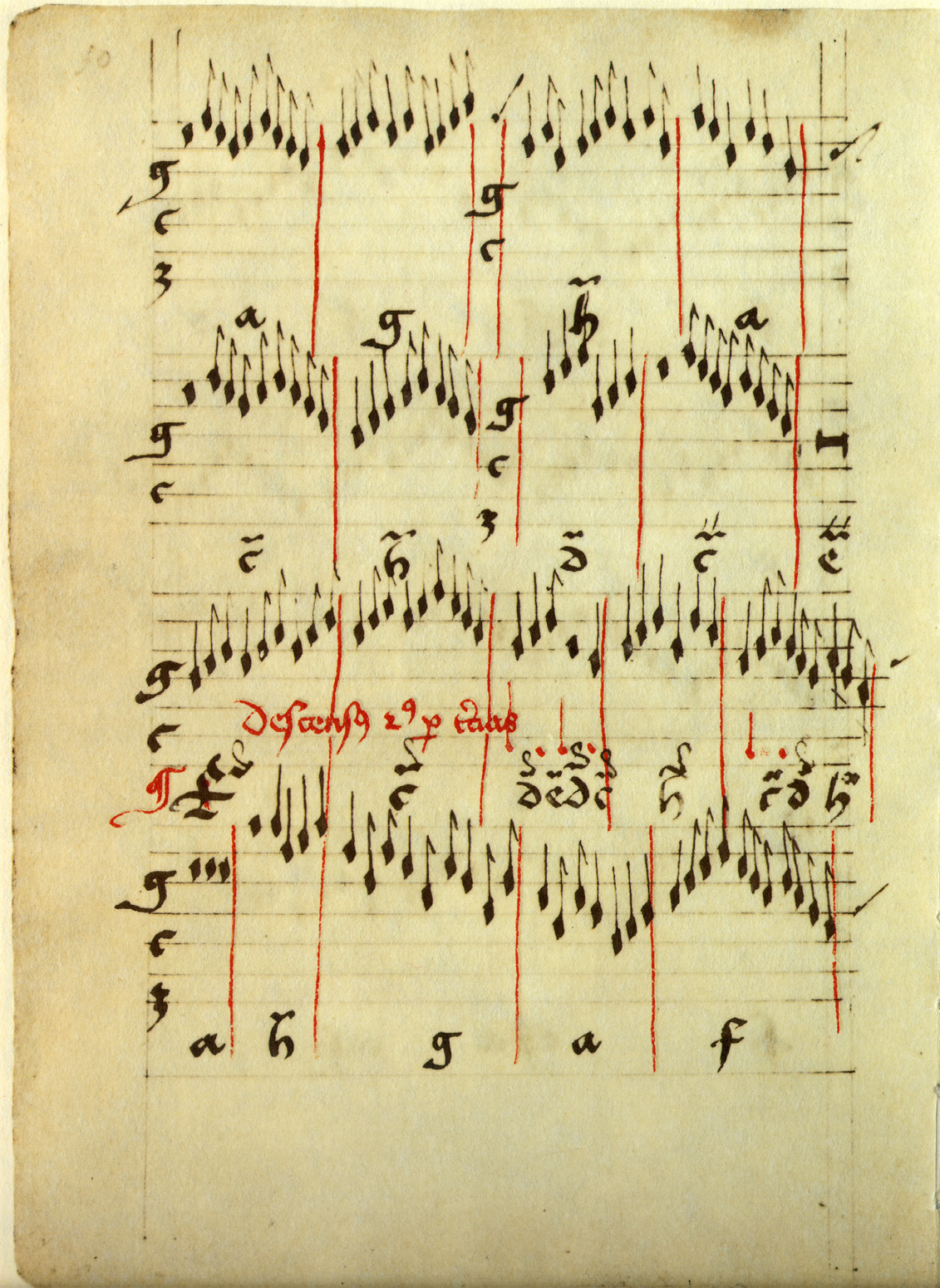
Folio 50v
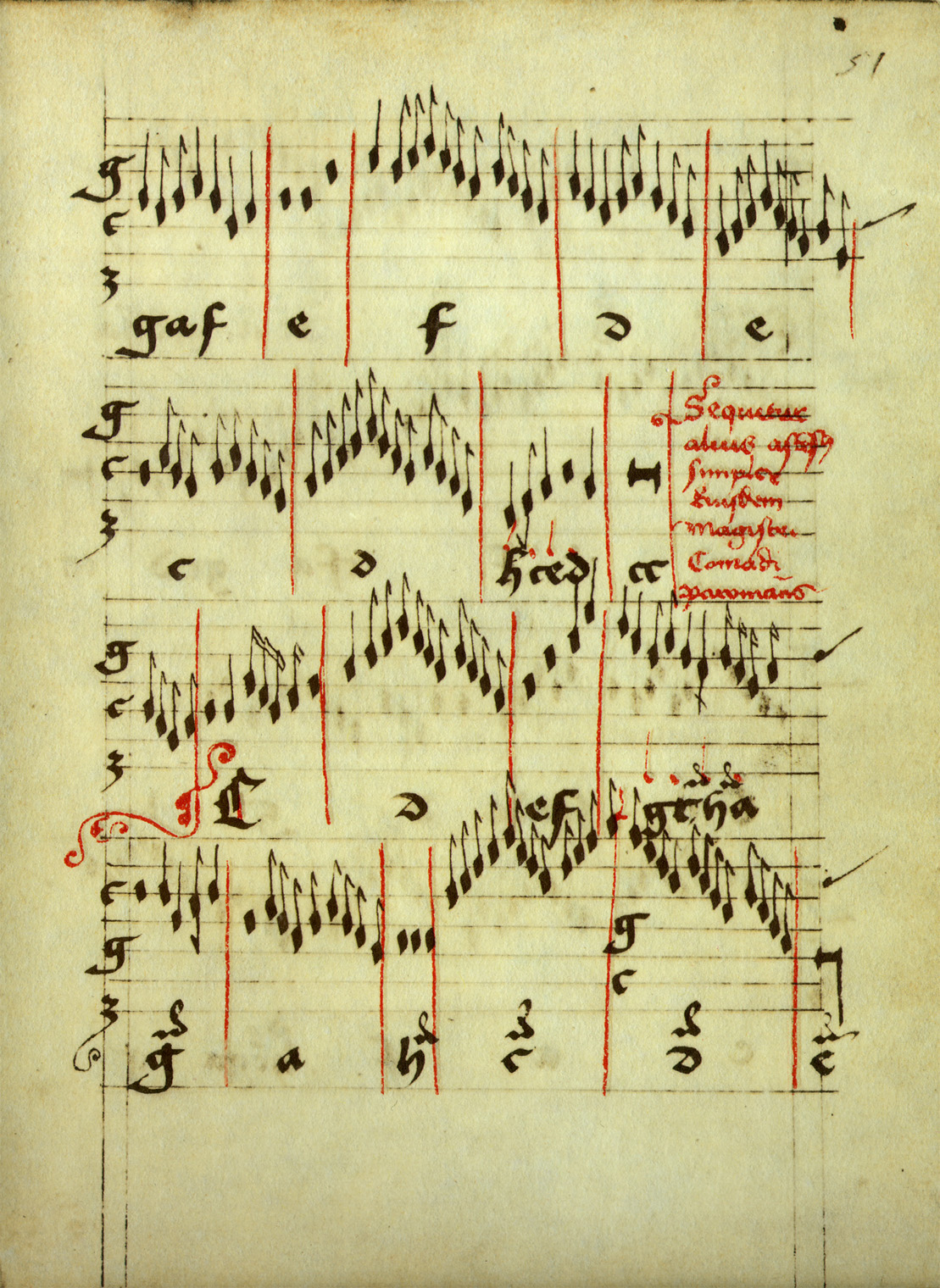
Folio 51r